# Tumba Meujangget
Die Tumba Meujangget, auch Toemba Meudjanggot genannt, ist eine Lanze aus Indonesien.

## Beschreibung
Die Tumba Meujangget hat eine kurze, breite Klinge. Am Ende der Klinge, kurz vor der Tülle, ist sie mit einer kleinen Seitenklinge auf jeder Klingenseite ausgestattet. Diese Seitenklingen dienen dazu, Angriffe zu parieren. Auf der Klinge sind strich- und punktförmige Verzierungen angebracht. Unterhalb der Tülle befindet sich meist ein farbiger Federbusch. Die Tumba Meujangget dient als Standes- und zeremonielle Waffe. Sie ist ohne Ausnahme nur dem Sultan und drei der höchsten Würdenträger („Panglimas Sagi“) erlaubt.